# Margit fürdő

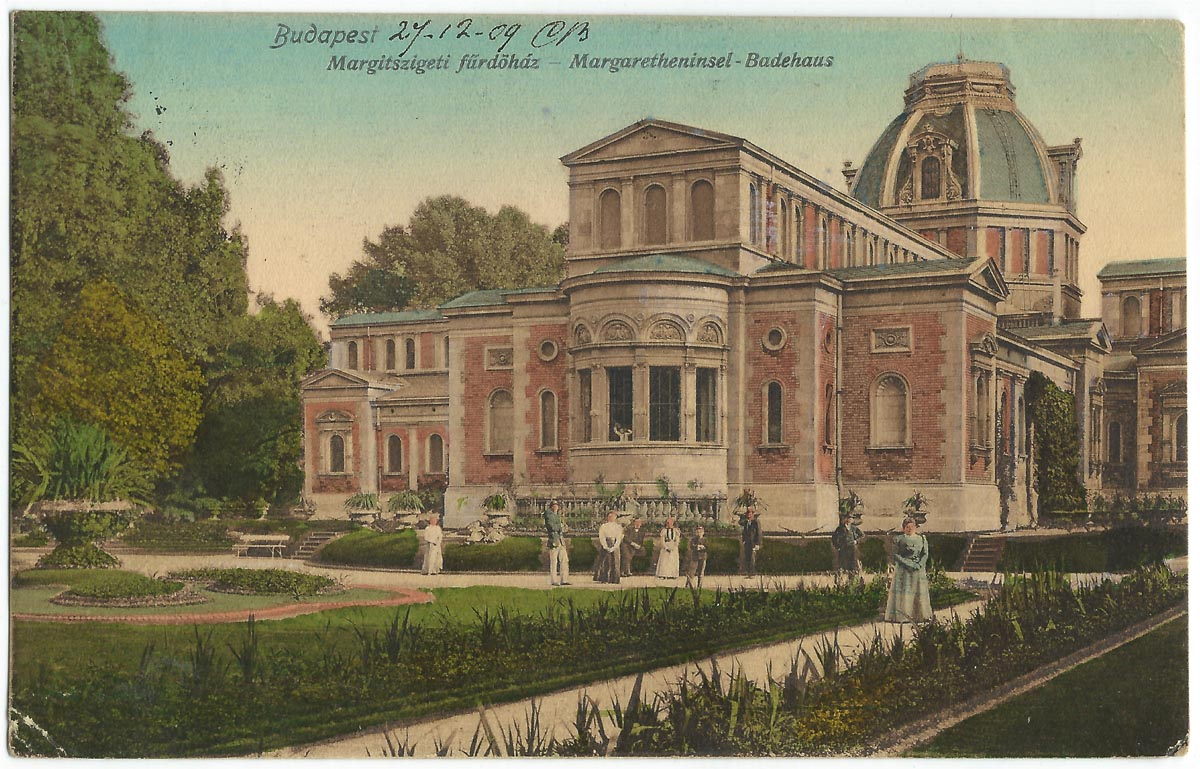
A fürdő 1909-ben, észak felől

A Margit fürdő egy gyógyfürdő volt a Margit-szigeten, Budapesten.

## Története
A sziget északi részén építették fel, ott, ahol már a középkori krónikák is természetes forrásokról számoltak be. Ezen a helyen 1866-67-ben fúrt artézi kutat Zsigmondy Vilmos, a feltörő víz hőmérséklete 43 °C. A sziget tulajdonosának, József Károly Lajos főhercegnek a felkérésére Ybl Miklós tervezte meg a Margit fürdőt, amit 1868–1870-ben fel is építettek. A fürdő 48 fürdőkabint és termálfürdőket tartalmazott. A két világháború között a Margit fürdőhöz tartozott a Palatinus Szanatórium és a többi szigeti szálloda. A fürdő épülete a második világháború alatt olyan súlyos károkat szenvedett, hogy az 1956. évi árvíz után annak ellenére, hogy műemléki védelem alatt állt, lebontották (1958). Helyén ma a Danubius Health Spa Resort Margitsziget áll.
A Margit fürdőről sok rajz, fénykép és leírás maradt fent, ami annak is köszönhető, az akkoriban az egész szigetre kiterjedő építkezések között a fürdő épülete volt a legszebb. Ybl Ervin művészettörténész szerint a fürdő „Ybl egyik legzseniálisabb műve [...] Hellenisztikus, román és reneszánsz formákat olvaszt tökéletes harmóniába, és a bazilikák szellemét támasztja fel Brunelleschi szellemében [...] A Margit fürdő szinte nem egyéb, mint kupolás quattrocento bazilika főhajó nélkül, egyenlő kereszthajókkal és szentéllyel.”
A fürdő központi kupolája aranyozott volt, az alatta lévő kör alakú csarnokból jobbra, balra és hátrafelé nyíltak épületszárnyak.
 Ezekben összesen 52 „minden kényelemmel berendezett” kádfürdő, márvány-, porcelán-, kő- és tükörfürdő volt megtalálható. Az összekötő folyosók „hátul kör alakba épített, magas, kristálytiszta üvegfülkében végződnek, honnan gyönyörű kilátás nyílik a sziget három része felé.”
A fürdő körül megemelt sétány futott, melyet füvesítettek és virágokkal ültettek be, az épület előtt és mögött pedig virágágyak és gyep volt látható.